# Valerie Taylor (romancière)
Pour les articles homonymes, voir Valerie Taylor.
Valerie Taylor, née Velma Nacella Young le 7 septembre 1913 dans l'Illinois et décédée le 22 octobre 1997, est une écrivain américaine. Ses livres sont principalement des livres de poche du genre lesbian pulp fiction,.

## Romans
- The Lusty Land (le titre original est Hired Girl) 1953, Universal
- Whisper Their Love 1957, Gold Medal Books
- The Girls in 3-B 1959, Gold Medal Books
- Stranger on Lesbos 1960, Gold Medal Books
- A World Without Men 1963, Midwood Tower
- Unlike Others 1963, Midwood Tower
- Return to Lesbos 1963
- Journey to Fulfillment 1964, Midwood Tower
- The Secret of the Bayou 1967, Ace Books (sous le pseudonyme de Francine Davenport)
- Love Image 1977, Naiad Press
- Prism 1981, Naiad Press
- Ripening 1988, Banned Books
- Rice and Beans 1989

## Poésie
- Two Women: The Poetry of Jeannette Foster and Valerie Taylor, 1976, Womanpress

## Couverture de livre

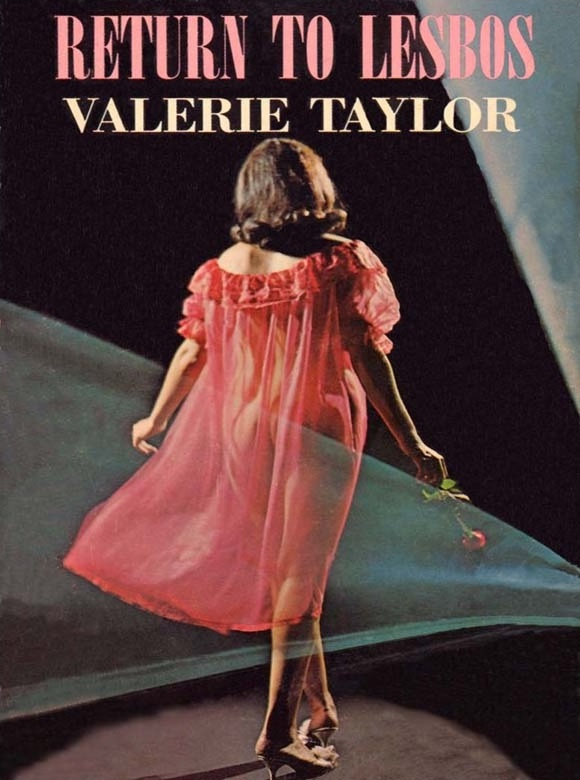
Return To Lesbos, 1963
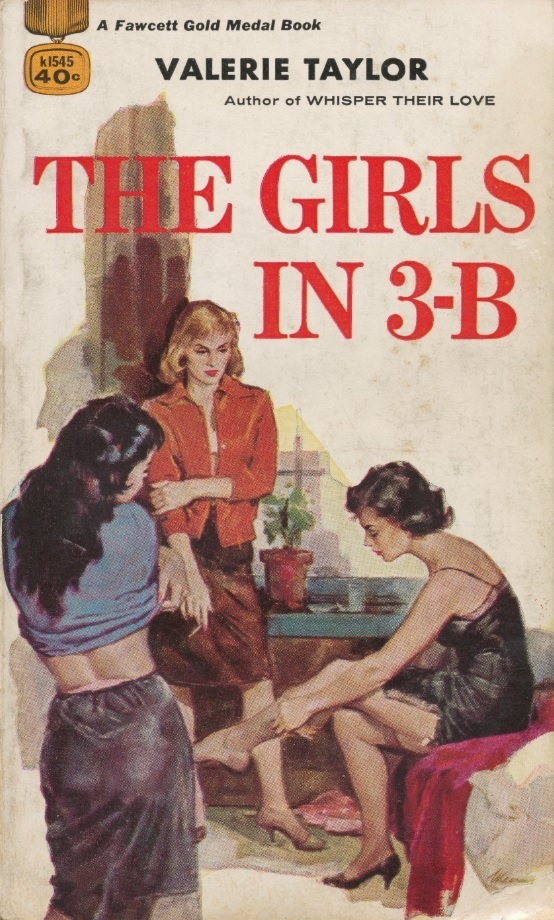
The Girls in 3-B, 1959
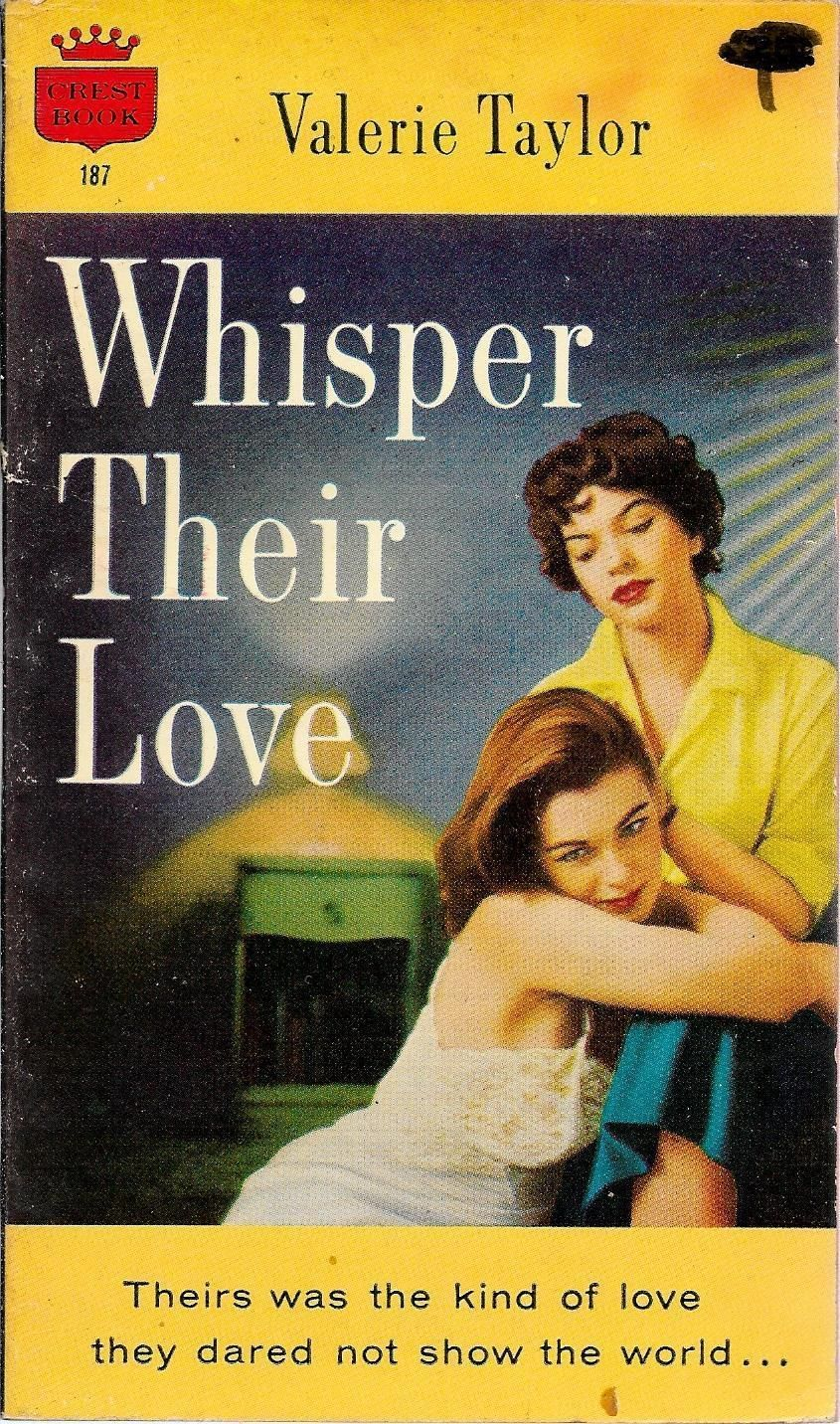
Whisper Their Love, 1957

### Articles annexes
- Lesbian pulp fiction
- Littérature lesbienne